# Wullen (Witten)
Wullen ist ein Ortsteil von Annen, Witten, Nordrhein-Westfalen.

## Geschichte
Eine erste urkundliche Erwähnung fand Wullen im Jahr 1019 mit einem Hof. Im Laufe der Jahrzehnte wuchs das Gebiet, 1096 wurden zwei weitere Höfe erwähnt, die der Abtei Siegburg geschenkt worden waren. Überlieferungen zufolge muss das Dorf seinerzeit vollständig von dichten Wäldern umgeben gewesen sein, sodass es den Bewohnern nur unter großen Mühen möglich war, andere umliegende Dörfer zu besuchen. Ins Hochdeutsche übersetzt bedeutet Wullen so viel wie „Wolfstal“. Mit der Zeit änderte sich das Landschaftsbild und die Wälder wichen nach und nach Feldern, auf denen die Einwohner über Jahrhunderte hinweg Landwirtschaft betrieben.
Wullen ist in nordöstlicher Ausdehnung hinaus mit der ehemaligen Weiherschaft Bebbelsdorf zusammengewachsen.
Im Jahr 1809, während der Besetzung der Region durch Napoleon I., wurden die Gemeinden Witten, Annen, Rüdinghausen, Wullen sowie das heute zu Bochum gehörende Langendreer zur Mairie Witten vereinigt. Nach dem Abzug der Franzosen wurden Annen und Wullen 1817 dem Landkreis Dortmund zugeordnet und gehörten dort zunächst zur Bürgermeisterei Hörde. Seit 1845 gehörte die Landgemeinde Annen-Wullen zum Amt Lütgendortmund. Seit 1874 bildete Annen-Wullen ein eigenes Amt, das 1887 an den neuen Landkreis Hörde fiel. Am 26. August 1907 wurde Gemeindename Annen-Wullen in Annen geändert.
Als der Landkreis Hörde 1929 aufgelöst wurde, fiel Annen mit Wullen an die Ruhrgebietsstadt Witten.
Im Gegensatz zu Annen, das in der Zeit des Kohlebergbaus von einem Bauerndorf zu einer kleinen Stadt heranwuchs, hat Wullen zumindest in einigen Vierteln sein ursprüngliches Gesicht erhalten. Erst in den letzten Jahrzehnten des 20. Jahrhunderts ist es im Wullen (umgangssprachlich heißt es in Witten tatsächlich „im Wullen“ und nicht „in Wullen“) zu einer stärkeren Wohnbebauung gekommen, außerdem ist ein Industriegebiet entstanden.

## Bildung

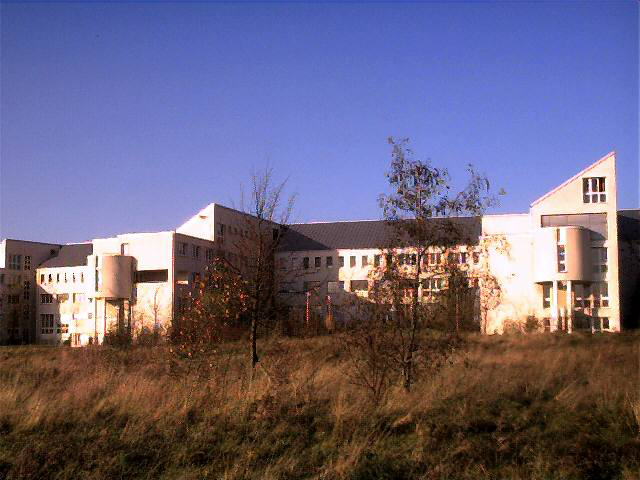
Rückseite der Universität

Die Universität Witten/Herdecke (UW/H), die einzige Volluniversität in privater Trägerschaft in Deutschland, befindet sich seit dem Bau des Campus 1993 in Wullen.

## Verkehr
- A 44, Autobahnanschlussstelle Witten-Stockum / Dortmund-Oespel
- A 44, Autobahnanschlussstelle Witten-Annen
- VER-Buslinie 371 (von Witten-Rathaus nach Oespel über Wullen und Stockum)
- VER-Buslinie 375 (von Witten-Rathaus nach Annen).

## Wittener Stadtteile
Das Stadtgebiet Wittens ist in acht Stadtteile aufgeteilt. Die Stadtteile wiederum sind in Stadtteilbezirke – umgangssprachlich: Ortsteile – gegliedert. Wullen ist kein Stadtteil, sondern nur ein Stadtteilbezirk. Wie alle Stadtteilbezirke trägt er eine Nummer (42), er gehört zum Stadtteil Annen. Wenn andere Listen zwölf Stadtteilen nennen, liegt dies daran, dass die Ortsteile der ehemals unabhängigen Stadt Herbede in diesen Listen als eigenständige Stadtteile gezählt werden.